# اهتراء الأسنان
اهتراء السن (بالإنجليزية: Tooth wear)‏ هو فقدان المادة السنية بوسائل أخرى غير تسوس الأسنان. تعتبر عملية فيزيولوجية طبيعية تحدث طوال الحياة؛ ولكن مع زيادة عمر الأفراد واحتفاظهم بالأسنان طوال الحياة، أظهرت حالات فقدان المادة السنية غير النخرية ارتفاعًا أيضًا. يختلف اهتراء الأسنان بشكل كبير بين الأشخاص والمجموعات، حيث تلاحظ حالات الانسحال الشديد وكسور الميناء بشكل شائع في العينات الأثرية، في حين يكون التآكل أكثر شيوعًا في الوقت الحاضر.
ينتج اهتراء الأسنان في الغالب عن مزيج من ثلاث عمليات: التآكل والسحج والانسحال. يمكن أن تؤدي هذه الأشكال إلى حالة تعرف باسم "التشظي"، حيث "تتكسر" أنسجة الأسنان بسبب آفات الإجهاد التي تسببها قوى خارجية على الميناء. يعتبر تآكل الأسنان مشكلة معقدة متعددة العوامل وغالبًا ما تكون هناك صعوبة في تحديد عامل مسبب واحد. ومع ذلك، فإن اهتراء الأسنان غالبًا ما يكون مزيجًا من العمليات المذكورة أعلاه. لذلك، يقوم العديد من الأطباء بإجراء تشخيصات مثل "اهتراء أسنان مع عنصر رئيسي من الانسحال"، أو "اهتراء أسنان مع عنصر رئيسي من التآكل" لتعكس ذلك. هذا يجعل التشخيص والإدارة صعبة. لذلك، من المهم التمييز بين هذه الأنواع المختلفة من اهتراء الأسنان، وتقديم نظرة ثاقبة للتشخيص، وعوامل الخطر، والعوامل المسببة، من أجل تنفيذ التدخلات المناسبة. قد يساعد نظام تقييم اهتراء الأسنان (بالإنجليزية: Tooth wear evaluation system)‏ (TWES) في تحديد الأسباب الأكثر احتمالية لاهتراء الأسنان. يتواجد اهتراء الأسنان الشديد بشكل شائع على السطح الإطباقي (السطح الماضغ)، ولكن آفات عنق السن غير النخرية الناتجة عن اهتراء الأسنان شائعة أيضًا في بعض الفئات السكانية.
تم تطوير عدة مؤشرات من أجل تقييم وتسجيل درجة اهتراء الأسنان، وكان أولها من قبل بول بروكا. عام 1984، طور سميث ونايت (بالإنجليزية: Smith and Knight)‏ مؤشر اهتراء الأسنان (بالإنجليزية: tooth wear index)‏ (TWI) حيث يتم تسجيل درجة الاهتراء لأربعة أسطح سنية مرئية (الخدي والعنقي واللساني والطاحني/القاطعي) لجميع الأسنان الموجودة، بغض النظر عن السبب. يستخدم الآن أيضًا مؤشر أحدث هو فحص الاهتراء التآكلي البسيط[بحاجة لمصدر] (بالإنجليزية: Basic Erosive Wear Examination)‏ (BEWE) من عام 2008 من قبل بارتليت (بالإنجليزية: .Bartlett)‏ وآخرون.

## الأسباب

### الانسحال
الانسحال (بالإنجليزية: attrition)‏ هو فقدان مادة السن نتيجة تماس الأسنان. المصطلح مشتق من الفعل اللاتيني attritium، والذي يشير إلى "فعل الاحتكاك بشيء ما (بالإنجليزية: the action of rubbing against something)‏". يسبب الانسحال في الغالب اهتراء الحدود القاطعة والسطوح الطاحنة للأسنان. تم ربط الانسحال بقوة المضغ والنشاط الوظيفي مثل الصرير. إن درجة من الانسحال هي أمر طبيعي، خاصة عند كبار السن.

### السحج
السحج (بالإنجليزية: abrasion)‏ هو فقدان مادة الأسنان بسبب الوسائل الفيزيائية غير الأسنان. المصطلح مشتق من الفعل اللاتيني abrasum، والذي يعني "الكشط (بالإنجليزية: to scrape off)‏". يميل السحج للظهور على شكل خندق دائري حول الحواف العنقية للأسنان، والتي توصف عادةً بشقوق ضحلة أو مقعرة أو إسفينية. تم ربط العوامل المسببة بهذه الحالة، وتشمل تفريش الأسنان بشكل الأفقي وعنيف، واستخدام معجون أسنان بقيمة RDA (بالإنجليزية: relative dentin abrasivity)‏ عالية نسبيًا (أعلى من 250)، تدخين الغليون أو قضم الأظافر. وقد ثبت أيضًا أن الاستخدام غير السليم لخيط الأسنان أو عود تخليل الأسنان يمكن أن يؤدي إلى اهتراء السطوح المتلاصقة (البينية) للأسنان.

### التآكل
التآكل (بالإنجليزية: erosion)‏ هو انحلال كيميائي لمادة الأسنان بسبب الأحماض، لا علاقة له بالحمض الذي تنتجه البكتيريا في اللويحة السنية. قد يحدث التآكل مع الاستهلاك المفرط للأطعمة والمشروبات الحمضية، أو الحالات الطبية التي تنطوي على قلس متكرر وارتجاع حمض المعدة. المصطلح مشتق من الكلمة اللاتينية erosum، والتي تصف فعل "التآكل (بالإنجليزية: to corrode)‏".

### التشظي
التشظي[بحاجة لمصدر] (بالإنجليزية: abfraction)‏ هو فقدان مادة الأسنان على حواف عنق السن، ويُزعم أنه ناتج عن انحناء الأسنان الدقيق تحت التحميل الإطباقي. المصطلح مشتق من الكلمات اللاتينية ab و functio التي تعني "بعيدًا (بالإنجليزية: away)‏" و "كسر (بالإنجليزية: braking)‏" على التوالي. يظهر التشظي كآفات مثلثة الشكل على طول حواف عنق السن للأسطح الخدية للأسنان حيث يكون الميناء أرق، وبالتالي، في حال وجود قوى إطباقية، يكون عرضة للكسر.

## التشخيص
مؤشرات اهتراء الأسنان هي أدوات مفيدة لإجراء الدراسات الوبائية، وللاستخدام العام في ممارسات طب الأسنان.

### فحص الاهتراء التآكلي البسيط
تم وصف "فحص الاهتراء التآكلي البسيط"[بحاجة لمصدر] (بالإنجليزية: Basic Erosive Wear Examination)‏ لأول مرة بواسطة بارتليت (بالإنجليزية: Bartlett)‏ وآخرون عام 2008. يعتمد نظام التسجيل الجزئي على مساحة السطح المتأثرة. يتم تسجيل سطح السن الأكثر تضررًا (الخدي أو الإطباق أو اللساني/الحنكي) وفقًا لشدة الاهتراء (انظر الجدول 1)، وذلك لكل سدس (أي الأسنان الموجودة في الفم مقسمة إلى 6 أجزاء). ثم يتم مطابقة النتيجة التراكمية مع مستوى المخاطرة والتوجيه لتدبيرها من قبل الطبيب. يشمل التدبير خطوات تحديد وازالة العوامل المسببة الرئيسية، والعلاج الوقائي، وأي تدخل جراحي أو عرضي يطلبه المريض. يتراوح تواتر تكرار المؤشر من 6 إلى 12 شهرًا حسب مستوى الخطر لدى المرضى.
| الدرجة | وصف المظهر السريري                                   |
| ------ | ---------------------------------------------------- |
| 0      | لا اهتراء أسنان تآكلي                                |
| 1      | فقدان أولي لبنية السطح                               |
| 2      | عيب واضح، فقدان أنسجة صلبة أقل من 50% من مساحة السطح |
| 3      | فقدان أنسجة صلبة أكثر أو يساوي 50% من مساحة السطح    |

### مؤشر اهتراء الأسنان
تم تطوير مؤشر اهتراء الأسنان (بالإنجليزية: Tooth wear index)‏ (TWI) (انظر الجدول 2) بواسطة سميث ونايت (بالإنجليزية: Smith and Knight)‏ عام 1984. يسجل المؤشر كل سطح مرئي (الخدي والعنقي واللساني والإطباقي/القاطعي). تم استخدام هذا المؤشر على نطاق واسع في الدراسات الوبائية.
| الدرجة | السطح                  | المعايير                                                   |
| ------ | ---------------------- | ---------------------------------------------------------- |
| 0      | خدي/لساني/إطباقي/قاطعي | لا يوجد فقدان بخصائص سطح الميناء                           |
| 0      | عنقي                   | لا يوجد فقدان في المحيط                                    |
| 1      | خدي/لساني/إطباقي/قاطعي | فقدان بخصائص سطح الميناء                                   |
| 1      | عنقي                   | فقدان في المحيط بحد أدنى                                   |
| 2      | خدي/لساني/إطباقي       | فقدان في الميناء يكشف العاج لأقل من ثلث السطح              |
| 2      | قاطعي                  | فقدان في الميناء يكشف العاج فقط                            |
| 2      | عنقي                   | عيب بعمق أقل من 1 مم                                       |
| 3      | خدي/لساني/إطباقي       | فقدان في الميناء يكشف العاج لأكثر من ثلث السطح             |
| 3      | قاطعي                  | فقدان في الميناء وفقدان كبير في العاج                      |
| 3      | عنقي                   | عيب بعمق أقل من 1-2 مم                                     |
| 4      | خدي/لساني/إطباقي       | فقدان كامل للميناء - انكشاف اللب - انكشاف العاج الثانوي    |
| 4      | قاطعي                  | انكشاف اللب أو انكشاف العاج الثانوي                        |
| 4      | عنقي                   | عيب بعمق أكثر من 2 مم - انكشاف اللب - انكشاف العاج الثانوي |

### مؤشرات أخرى
- مؤشر اكليس (بالإنجليزية: Eccles-Index)‏ [18]
- مؤشر تآكل الأسنان المعدل (بالإنجليزية: Modified TWI)‏ [19]
- لينكوسالو وماركانين (بالإنجليزية: Linkosalo and Markkanen)‏ [20]
- مؤشر أوبراين (بالإنجليزية: O'Brien Index)‏ [21]
- مؤشر لوسي (بالإنجليزية: Lussi Index)‏ [22]
- مؤشر أوسوليفان (بالإنجليزية: O'Sullivan Index)‏ [23]
- مؤشر اهتراء الأسنان المبسط (بالإنجليزية: Simplified Tooth Wear Index)‏ (STWI) [24]
- مؤشر اهتراء الأسنان الدقيق (بالإنجليزية: Exact Tooth Wear Index)‏ [25]
- فحص تآكل الأسنان البصري (بالإنجليزية: Visual Erosion Dental Examination)‏ (VEDE) [26]
- مؤشر تقييم تآكل الأسنان (بالإنجليزية: Evaluating Index of Dental Erosion)‏ (EVIDE) [27]

## العلاج
بمجرد تحديد سبب اهتراء الأسنان ووضع نظام غذائي وقائي، يجب أن يتم مراجعة المريض لمدة 6–12 شهرًا للتأكد من أن التدخل كان ناجحًا قبل تنفيذ أي تدبير فعال. بمجرد أن يتم تحقيق ذلك، يجب اتخاذ قرار بشأن ما إذا كان من الضروري إجراء العلاج ترميمي أم لا، أو إذا كان من الممكن ببساطة تدبيره بطرق محافظة.
عندما يكون العلاج الترميمي ضروريًا، يجب تحديد ما إذا كان سيتوافق مع الإطباق الحالي (عادةً للاهتراء المعتدل، حيث تتأثر عدد قليل فقط من الأسنان) أو إعادة تنظيم الإطباق (اهتراء شديد، إطباق غير مستقر). عند إعادة تنظيم الإطباق، يمكن أولاً اختباره باستخدام طريقة قابلة للعكس (أي جبيرة إطباقية صلبة). يتم اتخاذ القرار بعد تقييم الإطباق الكامل بما في ذلك تقييم التماس في وضعية تداخل الحدبات (التشابك الحدبي الأعظمي أو الإطباق المركزي)، ووضعية التماس الخلفي (العلاقة المركزية)، بالإضافة إلى تحليل القوالب على مطبق شبه معدل لاستخدامها في التشميع التشخيصي لأي عمل ترميمي مقترح.
يعتمد التدبير الترميمي الفعال على موقع الاهتراء (موضعي أو عام)، وشدته، والبعد العمودي الإطباقي للمريض، والذي قد يكون قد تغير نتيجة الاهتراء. هناك ثلاثة سيناريوهات محتملة لاهتراء الأسنان:
1. اهتراء مفرط مع نقصان البعد العمودي الإطباقي.
2. اهتراء مفرط دون نقصان البعد العمودي الإطباقي مع توفر مساحة.
3. اهتراء مفرط دون نقصان البعد العمودي الإطباقي مع توفر مساحة محدودة.

السيناريو الأول شائع نسبيًا، في حين أن السيناريو الثاني نادر جدًا، ويميل للحدوث عندما يحدث الاهتراء بسرعة. السيناريو الثالث يحدث بسبب ظاهرة تسمى المعاوضة السنيي السنخية[بحاجة لمصدر] (بالإنجليزية: dentoalveolar compensation)‏، حيث تُعوض الأنسجة السنية السنخية اهتراء الأسنان عن طريق زيادة الدعم العظمي من أجل الحفاظ على بعد عمودي إطباقي ثابت. هذا يجعل الأمور صعبة حيث لا يوجد مجال لإعادة بناء الأسنان إلى ارتفاعها الأصلي دون زيادة البعد العمودي الإطباقي.
خيارات استعادة هذا الفقدان في ارتفاع الأسنان:
1. زيادة البعد العمودي الإطباقي: وهو النهج التقليدي، ويتضمن ترميم جميع الأسنان إلى ارتفاع متزايد من أجل إنشاء وضعية تداخل حدبات جديدة عند زيادة البعد العمودي الإطباقي.
2. التعديل الإطباقي: يستخدم عادةً للأسنان الأمامية فقط، حيث يتم إعادة تنظيم إطباق المريض في وضعية التماس الخلفي (العلاقة المركزية) للاستفادة من المساحة المتزايدة في هذا الوضع.
3. التطويل التاجي أو التبزيغ التقويمي: يكون مفيد عندما يكون هناك حاجة لتتويج أسنان مهترئة، لكن ارتفاع التاج غير كافٍ ولا نريد تغيير البعد العمودي الإطباقي.
4. التحريك السني المحوري النسبي: هذه هي الطريقة الأكثر شيوعًا ويمكن استخدامها في حال الاهتراء الموضعي أو المعمم، والفكرة هي دعم العضة المفتوحة وبالتالي التسبب في بزوغ الأسنان المهترئة لتوفير ارتفاع إضافي للتاج من أجل الترميم. ويمكن القيام بذلك باستخدام الترميمات المباشرة البسيطة أو الترميمات غير المباشرة المعقدة. تم إنشاء هذه الفكرة لأول مرة بواسطة دهال (بالإنجليزية: Dhal)‏، وغالبًا ما يشار إليها باسم تأثير دهال.

يجب أيضًا أن تؤخذ حيوية اللب في عين الاعتبار قبل العلاج، عندما تكون الأسنان شديدة الاهتراء، فمن الممكن أن تصبح غير حيوية.